# Maramag
Maramag é um município de  primeira classe de renda municipal (d) na província Bukidnon, nas Filipinas. De acordo com o censo de 1 de maio  de  2020 possui uma população de 108 293 pessoas e 25 571 domicílios.